# Хвалынское нефтегазоконденсатное месторождение
Хвалынское — нефтегазоконденсатное месторождение России и Казахстана, расположено в северной части акватории Каспийского моря в 260 км от Астрахани. Глубина моря на участке — 25-30 м. Открыто в 2000 году.
Запасы по категориям C1+C2 природного газа — 332 млрд м³, газового конденсата — 17 млн тонн, нефти — 36 млн тонн.
Оператором месторождения является СП Каспийская нефтегазовая компания (Лукойл — 50 %, Казмунайгаз — 25 %, Total — 18 % и GDF Suez — 8 %). Ориентировочный срок ввода месторождения в эксплуатацию — 2016 год.